# Бейсужек
Бейсужек — хутор в Павловском районе Краснодарского края.
Входит в состав Среднечелбасского сельского поселения.

## География
Расположен на реке Правый Бейсужек.

### Улицы
- улица Горная улица,
- улица Горького,
- улица Степная.

## Население
| 2002 | 2010 |
| ---- | ---- |
| 234  | ↘211 |

- Бейсужек Второй